# Michèle Bernstein
Michèle Bernstein (28 de abril de 1932, París) es una escritora francesa. Fue miembro fundadora de la Internacional Situacionista (IS) en 1957. Formó parte de la Internacional Letrista dónde participó en el boletín de información Potlatch de 1954 a 1957, y de la Internacional Situacionista (agrupación de artistas entregados a la lucha contra la sociedad de clases) hasta su dimisión en 1967. 
Publicó dos novelas a principios de los años 1960 en las que cuenta las experiencias libertinas de Gilles y Geneviève, dos personajes que tienen muchos puntos de similitud con Guy Debord (con quién se casó tras conocerle en 1952 y divorció en 1972) y la propia Michèle Bernstein.
En los años 1970 se instaló en Inglaterra donde se convirtió en pareja de Ralph Rumney también involucrado en la IS.  En 1982 comenzó a escribir una crónica literaria en el diario Libération durante algunos años.

## Novelas
Su primera novela Todos los caballos del rey (1960) parodia el estilo de Françoise Sagan mientras que la segunda La nuit (1961) parodia el estilo nouveau roman.
- Todos los caballos del rey, Editorial Anagrama, Barcelona, 2006. traducida por María Teresa Gallego Urrutia[5]

- Tous les chevaux du roi, Éditions Allia, Francia, primera edición 1960, segunda edición 2004.[6]

- La Nuit, Editions Allia, Francia, primera edición 1961, segunda edición 2013.[7]